# The Isaac Hayes Movement
The Isaac Hayes Movement è il terzo album del musicista soul statunitense Isaac Hayes, pubblicato nel 1970 da Enterprise Records. Secondo lavoro consecutivo di Hayes a raggiungere il primo posto tra gli album R&B, restandoci per cinque settimane di fila.
| Recensione       | Giudizio |
| ---------------- | -------- |
| AllMusic         | [ 1 ]    |
| Robert Christgau | C        |

## Tracce
Lato A
1. I Stand Accused – 11:39 (Jerry Butler, William Butler)
2. One Big Unhappy Family – 5:54 (Charles Chalmers, Sandra Rhodes)

Lato B
1. I Just Don't Know What to Do with Myself – 7:05 (Burt Bacharach, Hal David)
2. Something – 11:45 (George Harrison)

## Classifiche settimanali
| Classifica (1970) | Posizione massima |
| ----------------- | ----------------- |
| Stati Uniti       | 8                 |
| US R&B Albums     | 1                 |